# サイフェルト (小惑星)
サイフェルト (4369 Seifert) は小惑星帯の小惑星である。チェコスロバキア（当時）のクレチ天文台 (Hvězdárna Kleť) でラディスラフ・ブローチェクが発見した。
1984年にチェコ語作家としてはじめてノーベル文学賞を受賞した作家、詩人、ヤロスラフ・サイフェルト に因んで命名された。